# HD 72350
HD 72350，又名CD-44 4477，SAO 220025、HR 3371，是一颗恒星，视星等为6.3，位于銀經262.71，銀緯-3.19，其B1900.0坐标为赤經8h 27m 16.7s，赤緯-44° -3.19′ 1″。